# Wilhelm von Wrangell (Ritterschaftshauptmann)

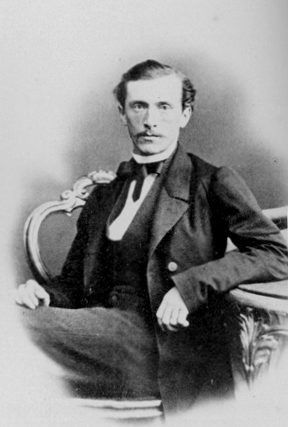
Wilhelm von Wrangell

Wilhelm Peter Georg Adolph Baron von Wrangell (russisch Василий Фердинандович фон Врангель Wassili Ferdinandowitsch Wrangel; * 13. Novemberjul. / 25. November 1831greg. in Neu-Archangel; † 24. April 1894 in Baden-Baden) war ein estländischer Ritterschaftshauptmann und Landrat.

## Leben

### Herkunft und Familie
Alexander war Angehöriger des baltischen Adelsgeschlechts von Wrangel. Seine Eltern waren der russische Admiral und Weltumsegler Ferdinand von Wrangel (1796–1870) und Elisabeth, geborene Baroness von Rossillon (1810–1854).
Er vermählte sich 1861 in Reval mit Lucie Gräfin Stenbock aus dem Hause Kolk (1840–1914). Aus der Ehe sind 11 Kinder hervorgegangen, darunter:
- Egla von Wrangell (1872–1967), Landschaftsmalerin
- Ferdinand von Wrangell (1863–1911), estländischer Landrat
- Georges von Wrangell (1866–1927), Genealoge

### Werdegang
Wrangell besuchte eine Privatschule im estländischen Koick und von 1846 bis 1850 die Domschule in Reval. Er studierte dann ab 1851 Naturwissenschaften in St. Petersburg. Im Jahre 1855 unternahm er mit Gregor von Helmersen eine geognostische Reise in den Ural und nach Deutschland. Im selben Jahr erhielt seine Familie die Berechtigung zum Führen des Baronstitels. Seit 1857 bewirtschaftete er das Landgut Ruil in Estland, das er seit 1870 auch besaß. Er war seit 1866 Kirchspielsrichter und seit 1867 Hakenrichter, zudem 1870 Kreisdeputierter. In den Jahren 1881 bis 1884 war er Ritterschaftshauptmann, avancierte bereits 1883 zum Staatsrat und beschloss seine Laufbahn von 1884 bis 1894 als Landrat.